# دانیل آکاکا
دانیل آکاکا (به انگلیسی: Daniel Akaka) (زادروز -درگذشت ۶ آوریل ۲۰۱۸) سناتور سابق عضو حزب دموکرات ایالات متحده آمریکا بود. وی در سال ۱۹۹۰ تا ۲۰۱۳ میلادی سناتور ایالت هاوائی در سنای ایالات متحده آمریکا بود.